# Avril 1890

## Événements

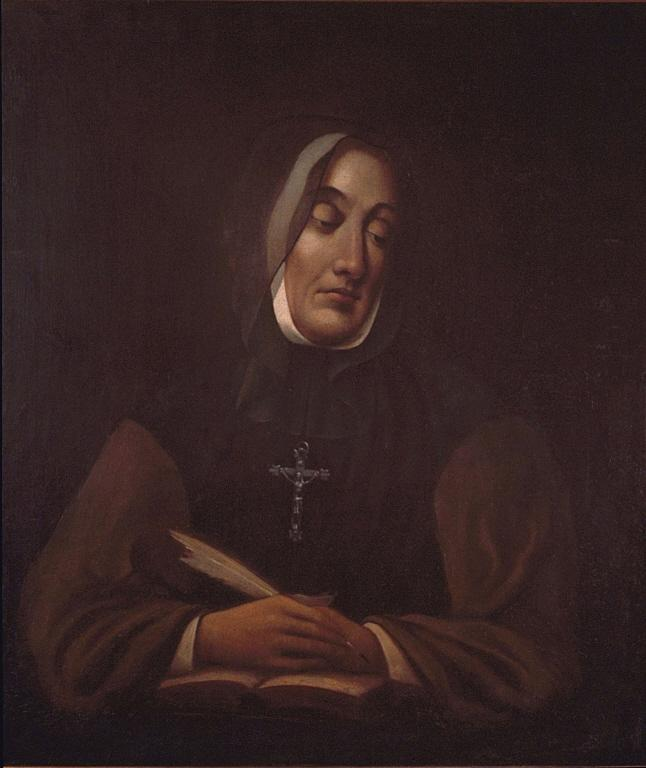
Marguerite d Youville par James Duncan.

- Tanzanie : bombardement et prise de Kilwa par les Allemands[1]

- 6 avril : prise de Ségou, défendue par Madani, fils d’Ahmadou Tall, par le colonel Louis Archinard ; la France conquiert le bassin du Niger. Ahmadou, qui s’est replié sur Nioro, riposte en attaquant les lignes de communication des troupes françaises à Kayes. Il poursuit la résistance jusqu’à sa mort en 1895.
- 13 avril : fondation du parti Union civique radicale (UCR) d’Hipólito Yrigoyen en Argentine, appuyée par les classes moyennes, qui réclament une plus ample participation au système politique. L’UCR tente vainement de prendre le pouvoir par la lutte armée (1890, 1893 et 1905).
- 26 avril (Sionisme) : le comité d'Odessa des Amants de Sion reçoit une reconnaissance légale (Société pour l'Aide aux Agriculteurs Juifs en Syrie et en Terre d'Israël).
- 28 avril : Marguerite d'Youville est déclarée vénérable.

## Naissances
- 7 avril : Victoria Ocampo, écrivaine, traductrice et éditrice argentine († 27 janvier 1979).
- 19 avril : Herman Lamm, braqueur de banque allemand actif aux États-Unis († 16 décembre 1930).
- 20 avril : Maurice Duplessis, premier ministre du Québec.
- 26 avril : Choe Nam-seon, écrivain sud-coréen.
- 27 avril :
  - Pierre Aguétant est un poète et écrivain de langue française († 14 juin 1940).
  - Dudley Fisher, dessinateur humoristique et auteur de bande dessinée américain († 10 juillet 1951).

## Décès
- 4 avril : Pierre-Joseph-Olivier Chauveau, premier ministre du Québec.
- 9 avril : Marcel Treich Laplène, premier explorateur et premier résident colonial de la future colonie française de Côte d'Ivoire (° 24 juin 1860).
- 11 avril : Joseph Merrick, dit "elephant man" (° 5 août 1862).
- 25 avril : Crowfoot, chef amérindien.
- 30 avril : Charles-Henri Emile Blanchard, peintre français (° 1er septembre 1810).